# سد گلمندره
سد گلمندره سدی در حال ساخت در شهرستان گرمه استان‌خراسان شمالی‌ است. هدف اصلی ساخت آن کنترل سیل‌های مخرب رودخانه گرگان‌رود است. این سد در کیلومتر ۱۳۰ جاده بجنورد به آزادشهر قرار دارد. سد گلمندره از نوع خاکی با هسته رسی بوده و مخزنی به حجم کل ۲۷٫۸ میلیون متر مکعب دارد. توان تنظیم آب سالانه سد ۹٫۳ میلیون متر مکعب آب است.
عملیات اجرایی ساخت این سد با انعقاد قرارداد ساخت بدنه و تاسیسات سد در سال ۱۳۹۳ به طور رسمی و با همکاری وزارت دفاع و پشتیبانی نیروهای مسلح آغاز شد اما تخصیص نیافتن اعتبارات به موقع و طبق قرارداد از طرف کارفرما و دولت باعث کندی روند اجرایی پروژه شد.
| کارفرما       | شرکت آب منطقه‌ای استان خراسان شمالی                    |
| مشاور طراح سد | -                                                     |
| پیمانکار      | شرکت مسکن و عمران قدس رضوی شرکت راهسازی و عمران ایران |

## اهداف سد
هدف از ساخت این سد کنترل سیل‌های مخرب ورودی به جنگل گلستان، افزایش عمر مفید سدهای گلستان و بوستان، بهبود وضعیت کشاورزی در اراضی پایاب و رونق اقتصادی در منطقه احداث سد بوده است.

## نگارخانه
.